# Комиссия прошений
Комиссия прошений — высшее государственное учреждение Российской империи по рассмотрению жалоб на высшие государственные учреждения и прошений разного рода, выходивших за рамки существовавших законов, находившееся в ведении императора. В разное время называлась комиссией по принятию прошений, комиссией прошений, канцелярией прошений, канцелярией по принятию прошений.

## История
Создана 1 января 1810 года в ходе александровских реформ под названием  комиссии по принятию прошений. Рассматривала жалобы на деятельность высших государственных учреждений, а также прошения о наградах, пенсиях, должностях, смягчении наказаний, о покровительстве разного рода деятельности, освобождении отдельных крестьян, о помощи в образовании детей, принимала проекты преобразований в различных областях государственного устройства, экономии и народного образования, издавала (за счёт Кабинета е.и.в.) труды учёных, писателей и музыкантов, субсидировала постановки спектаклей. Пришла на смену рекетмейстерской канцелярии.
18 января 1835 года Комиссия была изъята из ведения Государственного Совета и преобразована в Комиссию прошений при императоре.
9 июня 1884 года Комиссия прошений преобразована в канцелярию прошений на Высочайшее имя приносимых при Императорской Главной квартире.
20 марта 1895 года Канцелярия была преобразована в канцелярию по принятию прошений.
В марте 1917 г. Канцелярия была переформирована в Канцелярию по принятию прошений при Временном правительстве.
Канцелярия упразднена декретом Совета Народных Комиссаров от 6 декабря 1917 года.

## Состав Комиссии
Комиссия состояла из председателя и членов, назначаемых императором. Для принятия и распределения прошений назначался статс-секретарь, при котором 20 февраля 1828 года была образована канцелярия, состоявшая из пяти экспедиций:
- 1-я рассматривала жалобы на Государственный Совет, Комитет министров, 2-й, 4-й и Межевой департаменты Сената;
- 2-я — жалобы на решения 1-го, 6-8-го департаментов Сената;
- 3-я — на 3-й и 5-й департаменты Сената;
- 4-я рассматривала прошения различного порядка, в том числе прошения об узаконении детей (с 1810 дворянских, с 1811 прочих), жалобы на Синод, ходатайства о пенсиях.
- 5-я — прошения на иностранных языках и о пособиях.

Канцелярия в окончательном виде сложилась 21 октября 1910 года, когда она была разделена на 5 отделений и секретарскую часть.
- 1-е отделение рассматривало прошения об узаконении и усыновлении детей, об изменении фамилий, по брачным делам всех вероисповеданий, о российском подданстве, о предоставлении сословных и служебных прав и должностей;
- 2-е отделение рассматривало прошения лиц инославных и нехристианских исповеданий, а также старообрядцев о постройке церквей и молитвенных домов, открытии приходов, о предоставлении казённых, удельных и войсковых земель, оброчных статей, о разрешении исключений по владению недвижимым имуществом, о разрешении евреям проживать вне черты оседлости, о разрешении врачебной, промышленной и торговой деятельности, устройства базаров, открытия аптек (в случаях, когда прошения выходили за рамки законов), о предоставлении выморочных имуществ, о земельном устройстве крестьян и поселенцев, об учреждении опекунских управлений, администраций, конкурсов, об учреждении, продаже майоратов и заповедных имений, о межевых и земельных спорах, о завещаниях, о выдаче ссуд и пособий из Казны, о вознаграждении за увечье, о предоставлении льгот и изъятий из законов, не относящихся к компетенции других отделений;
- 3-е отделение рассматривало прошения о пособиях и ссудах от «монарших щедрот», о пособиях из специальных капиталов по случаю постигших бедствий, о призрении, о пособиях на воспитание и образование, о разрешении на поступление в учебные заведения вне правил, «о восприятии от святой купели Высочайшим именем», приношения и поздравления;
- 4-е отделение рассматривало жалобы на постановления высших государственных учреждений, на действия и распоряжения министров, главноуправляющих и генерал-губернаторов, прошения о льготах по воинской повинности, о помиловании и смягчении приговоров, об освобождении от последствий судимости, прошения и жалобы по уголовным делам;
- 5-е отделение рассматривало прошения по семейным делам, о пенсиях и пособиях за службу и особые заслуги;
- секретарская часть ведала делами личного состава, вела переписку и хранила всеподданнейшие доклады, заведовала библиотекой и т. д.

## Полномочия Комиссии
В Комиссии рассматривались прошения:
- на решения дел высшими судебными и правительственными органами;
- о помиловании и смягчении приговоров (с 1869 года передавались в Министерство юстиции или Военное министерство);
- о наградах;
- о различных проектах, даровании дворянства и др.

Высочайше утверждённые дела рассматривались только по особому повелению императора.

## Делопроизводство в Комиссии
Срок исполнения по делам для российских подданных внутри империи — 1 год, за её пределами — 2 года (исключение составляли дела по вновь открытым документам или по подлогам в прежних). Доносы в Комиссии прошений не рассматривались, а передавались лицу, которого они касались или в Третье отделение. По всем рассмотренным делам составлялись журналы, которые представлялись императору. В случае троекратного отказа по жалобе проситель мог быть привлечён к суду по закону «о ябедниках». Ведомость на предоставление пособий ежемесячно представлялась императору и после утверждения отправлялась министру финансов для исполнения. Прошения, содержавшие проекты, рассматривались после получения заключения в ведомствах и после одобрения императором рассматривались Государственныи Советом.

## Порядок деятельности
Канцелярия рассматривала и передавала жалобы:
- на определения департаментов Сената (кроме кассационных) — в Особое присутствие при Государственном совете;
- на постановления высших государственных учреждений (кроме судебных) — на усмотрение императора;
- на действия по делам, находящимся в распоряжении министров, главноуправляющих и генерал-губернаторов — в Государственный Совет, Комитет министров, Сенат;
- по делам Великого княжества Финляндского — в статс-секретариат Великого княжества;
- по духовному ведомству православного вероисповедания — обер-прокурору Синода;
- прошения о даровании милостей.

В исключительных случаях жалобы и прошения представлялись императору.
Командующий Императорской Главной квартирой присутствовал на заседаниях Госсовета, Комитета министров, Сената, рассматривавших внесённые им жалобы. Прошения о единовременных пособиях удовлетворялись из специальных источников, о постоянных пособиях по бедности — из Государственного казначейства (с ведома министра финансов).

## Председатели Комиссии
- Родион Александрович Кошелев 1810—1812
- Василий Степанович Попов 1812—1816
- Яков Иванович Лобанов-Ростовский 1816—1819
- Василий Сергеевич Ланской 1819—1828
- Фёдор Иванович Энгель 1828—1832
- Сергей Сергеевич Кушников 1835—1839
- Павел Алексеевич Тучков 1839—1858
- Александр Фёдорович Голицын 1858—1864
- Павел Николаевич Игнатьев 1864—1879
- Пётр Александрович Валуев 1879—1881
- Сергей Алексеевич Долгорукий 1881—1884

Командующий Императорской Главной квартирой
- Оттон Борисович Рихтер 1881—1898

Начальники Канцерярии
- Илья Сергеевич Мамантов 1884—1886
- Шнейдер К. В. 1886
- Пётр Александрович Гейден 1886—1890
- Алексей Александрович Нейдгарт 1890—1893
- Александр Андреевич Будберг 1893—1895

- Дмитрий Сергеевич Сипягин 1895—1899
- Александр Андреевич Будберг 1899—1913
- Василий Ильич Мамантов 1913—1917

Комиссары Временного правительства
- Давид Давидович Гримм март-апрель 1917
- Н. А. Глебов апрель-декабрь 1917